# Mernes
Mernes ist der südlichste Stadtteil von Bad Soden-Salmünster im osthessischen Main-Kinzig-Kreis. Weitere Ortsteile sind, neben Bad Soden und Salmünster noch Ahl, Alsberg, Hausen, Eckardroth, Katholisch-Willenroth, Kerbersdorf, Romsthal und Wahlert.
Das Dorf liegt ungefähr 60 km östlich von Frankfurt im Naturpark Hessischer Spessart und ist ein staatlich anerkannter Erholungsort. Mernes hat knapp unter 900 Einwohner.

## Geographie

### Geographische Lage
Mernes liegt an einer Brücke über die Jossa, acht Kilometer südöstlich von Salmünster, jenseits eines Höhenrückens des zum Kinzigtal hin im Norden auslaufenden Spessarts. Ebenso wie Alsberg ist es durch den gemeindefreien Gutsbezirk Spessart vom übrigen Stadtgebiet Bad Soden-Salmünsters als Exklave getrennt. Im Osten grenzt es an Bayern. Die Grenze verläuft direkt hinter der Kuppe des nahen Stackenberges (464,5 m ü. NHN), der sich weitgehend waldfrei über dem Ort erhebt.

### Nachbargemeinden
Direkte Nachbarschaft gibt es im Nordosten zu Marjoß einem Stadtteil von Steinau an der Straße und im Süden zu Burgjoß in der Gemeinde Jossgrund.
| Alsberg               | Steinau an der Straße                       | Marjoß        |
| Bad Orb               | Kompassrose, die auf Nachbargemeinden zeigt |               |
| Kinderdorf Wegscheide | Burgjoß                                     | Emmerichsthal |

## Geschichte

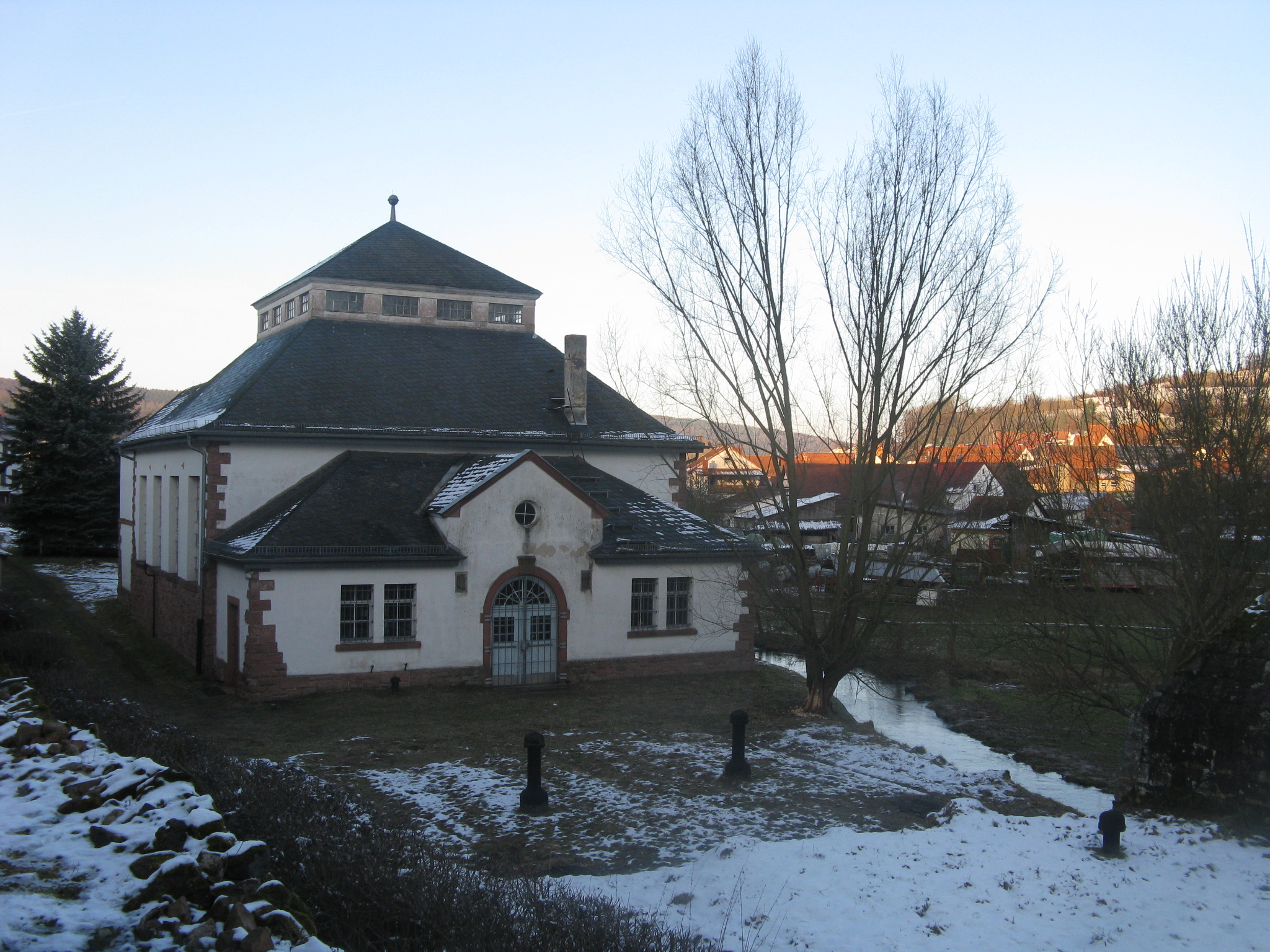
Wasserwerk Mernes

### Vorgeschichte
Die Gegend des Stacken war archäologischen Funden zufolge bereits in der Jungsteinzeit (4.000 – 3.000 v. Chr.) besiedelt.

### Ortsname
Der Ortsname wandelte und entwickelte sich im Laufe der Jahrhunderte von Merlongis und Mernolfes (1267) über Mernolfes (1389), Ernolfes (1404), Mernolffes (1497), Merles (auf einer Karte aus dem 16. Jahrhundert) und Mernesz (1632) zur heutigen Form Mernes.

### Mittelalter
Der Ort wurde erstmals 1267 genannt, im Zusammenhang mit einem Sohn des Rudolf von Babenhausen, genannt von Mernolfes (von Mernes). Im weiteren Verlauf (1378) musste sich die ansässige Witwe des Johann von Babenhausen mit ihrem Sohn Götz von Babenhausen gegen Ansprüche der Grafen von Hanau (Ullrich von Hanau) zur Wehr setzen.
Der heute bewaldete Stacken wurde im Mittelalter agrarisch genutzt.

### Neuzeit
Mit der Zeit gerieten die Herren von Babenhausen mehr und mehr in wirtschaftliche Schwierigkeiten. Sie verpfändeten zunächst und gaben schließlich ihre Besitzungen in Mernes auf. Etwa im gleichen Maße erwarben die Herren von Hutten Grundbesitz und Einfluss in der Region. Die Landesherrschaft wechselte zu Beginn des 16. Jahrhunderts von den Grafen von Hanau zum Kurfürstentum Mainz.
Einer der ältesten Grenzsteine im Spessart (datiert 1559) dokumentiert den Stacken als Grenzland zwischen der Grafschaft Hanau, den Herren von Hutten, den Herren von Thüngen und Kurmainz, nach Aussterben der Grafen von Rieneck in ebendiesem Jahr. Im 19. Jahrhundert war der Stacken Grenzland zwischen den Königreichen Preußen (vor 1866 Kurhessen) und Bayern.
Im Dreißigjährigen Krieg sind die Pest und eine Wolfsplage für Mernes belegt.
Ein kurioser Vertrag von 1913 mit dem preußischen Militär gewährt den Bürgern des Dorfes bis in die Gegenwart kostenloses Trinkwasser. Als Rechtsnachfolger ist nun die Stadt Frankfurt am Main in der Verpflichtung.
Nach dem Zweiten Weltkrieg fanden auch Flüchtlinge und Vertriebene aus den ehemaligen deutschen Ostgebieten, wie z. B. Sudetenland in Mernes eine neue Heimat.

### Gebietsreform
Mernes wurde am 1. Juli 1974 im Zuge der Gebietsreform in Hessen kraft Landesgesetz mit den Städten „Bad Soden bei Salmünster“ und Salmünster zur neuen Stadt Bad Soden-Salmünster zusammengeschlossen.

### Einwohnerentwicklung
Quelle: Historisches Ortslexikon
| • 1632: | 36 Dienstpflichtige            |
| • 1811: | 68 Feuerstellen mit 516 Seelen |

| Mernes: Einwohnerzahlen von 1811 bis 1970 | Mernes: Einwohnerzahlen von 1811 bis 1970 | Mernes: Einwohnerzahlen von 1811 bis 1970 | Mernes: Einwohnerzahlen von 1811 bis 1970 | Mernes: Einwohnerzahlen von 1811 bis 1970 |
| --- | ----------------------------------------- | ----------------------------------------- | ----------------------------------------- | ----------------------------------------- |
| Jahr |                                           |                                           |                                           | Einwohner                                 |
| 1811 | 1811                                      |                                           | 516                                       | 516                                       |
| 1834 | 1834                                      |                                           | 637                                       | 637                                       |
| 1840 | 1840                                      |                                           | 627                                       | 627                                       |
| 1846 | 1846                                      |                                           | 620                                       | 620                                       |
| 1852 | 1852                                      |                                           | 616                                       | 616                                       |
| 1858 | 1858                                      |                                           | 596                                       | 596                                       |
| 1864 | 1864                                      |                                           | 627                                       | 627                                       |
| 1871 | 1871                                      |                                           | 609                                       | 609                                       |
| 1875 | 1875                                      |                                           | 598                                       | 598                                       |
| 1885 | 1885                                      |                                           | 565                                       | 565                                       |
| 1895 | 1895                                      |                                           | 570                                       | 570                                       |
| 1905 | 1905                                      |                                           | 576                                       | 576                                       |
| 1910 | 1910                                      |                                           | 591                                       | 591                                       |
| 1925 | 1925                                      |                                           | 596                                       | 596                                       |
| 1939 | 1939                                      |                                           | 644                                       | 644                                       |
| 1946 | 1946                                      |                                           | 939                                       | 939                                       |
| 1950 | 1950                                      |                                           | 871                                       | 871                                       |
| 1956 | 1956                                      |                                           | 730                                       | 730                                       |
| 1961 | 1961                                      |                                           | 706                                       | 706                                       |
| 1967 | 1967                                      |                                           | 751                                       | 751                                       |
| 1970 | 1970                                      |                                           | 767                                       | 767                                       |
| Datenquelle: Historisches Gemeindeverzeichnis für Hessen: Die Bevölkerung der Gemeinden 1834 bis 1967. Wiesbaden: Hessisches Statistisches Landesamt, 1968. Weitere Quellen: |                                           |                                           |                                           |                                           |

## Politik

### Ortsbeirat
In Mernes besteht, ebenso wie in allen anderen Stadtteilen von Bad Soden-Salmünster, ein Ortsbezirk nach der Hessischen Gemeindeordnung. Im Ortsbeirat sind die CDU (3 Sitze) und die SPD (2 Sitze) vertreten. Ortsvorsteher ist Roland Kistner (CDU).

### Religionszugehörigkeit
Quelle: Historisches Ortslexikon
| • 1885: | 06 evangelische (= 1,06 %), 559 katholische (= 98,94 %) Einwohner |
| • 1961: | 35 evangelische (= 4,96 %), 667 katholische (= 94,48 %) Einwohner |

## Religion

### Kirche
In Mernes steht die römisch-katholische Pfarrkirche St. Peter. Sie wurde, als kleines Kirchlein,  am 23. August 1671 eingeweiht. Um der gewachsenen Größe der Gemeinde Rechnung zu tragen, wurde die Kirche 1934 erweitert.

### Kirchengemeinden

#### Katholisch
In der Anfangszeit wurde die Kirchengemeinde von Oberndorf her betreut. In der bayerischen Zeit (1814–1866) war Mernes zur Diözese Würzburg zugeordnet und ab 1871 ist die Kirche bis heute zum Bistum Fulda zugehörig. Erst langjährigen Bemühungen des Oberndorfer Pfarrers Haseneier, die Schenkung eines kleinen Häuschens und die Erhebung einer Ortskirchensteuer ermöglichen 1924 die Ansiedlung eines Geistlichen in Mernes. Der erste Kurat war Martin Drissel. Er förderte das Dorfleben, durch die Gründung einer Musikgruppe, einer öffentlichen Bücherei und eines Gesellenvereins, der auch sportlichen Aktivitäten wie Leichtathletik und Fußball für seine Mitglieder anbot. Heute gehört die Gemeinde zum Pastoralverbund „St. Martin im Spessart“.

#### Evangelisch
Die nächste evangelische Gemeinde im Jossgrund ist die Gemeinde in Lettgenbrunn mit der Johanneskirche bzw. die evangelische Christusgemeinde in Sinntal und Marjoß.

## Infrastruktur und Wirtschaft

### Verkehrsanbindung

#### Straße
Die Entfernung zum Autobahnanschluss (AS 45) Bad Soden-Salmünster der A 66 beträgt etwa 12 km. Dahin führt die L 3178. Durch den Ort verläuft die L 3197, sie ist die Verbindung nach Burgjoß und Marjoß hin.

#### Bahn
Eine Anbindung an den Bahnverkehr bieten der Bahnhof Bad Soden-Salmünster an der Kinzigtalbahn. Die Regionalexpress, die im Stundentakt verkehrt, bringt eine Anbindung an die ICE-Haltepunkte Fulda und Hanau bzw. Frankfurt. Der Bahnhof nächste behindertengerecht ausgebaute Bahnhof an dieser Strecke ist der Bahnhof Wächtersbach. Auch der Bahnhof Jossa, an der Bahnstrecke Flieden–Gemünden, liegt gut erreichbar in 11 km Entfernung.

### Nahverkehr
Ganzjährig verkehren in Mernes mehrere Buslinien der Kreisverkehrsgesellschaft Main-Kinzig (KVG). Sie schaffen z. B. mit den Linien MKK-82 und MKK-83 öffentliche Verkehrsanschlüsse in die Gemeinden im Jossgrund, nach Bad Orb, sowie nach Wächtersbach mit der Kinzigtalbahn (Hessen) (Bahnhof Wächtersbach) und Anschluss zum Bahnhof Gelnhausen und Grimmelshausen-Gymnasium. Oder die Linie MKK-94 die zu den Nachbargemeinden Marjoß und Altengronau, aber auch zu den Ortsteilen Alsberg, Ahl und Salmünster. Es gilt der Tarif des Rhein-Main-Verkehrsverbundes.

### Internetanschluss
Bereits seit Anfang 2013 hat Mernes Glasfaser-Internet (FTTC) mit Bandbreiten von bis zu 50 Mbit/s.
Seit 2021 gibt es hier eine neue 4G (LTE)-Station, die Bandbreiten bis zu 225 Mbit/s im mobilen Internet ermöglicht.

### Freiwillige Feuerwehr
Die Freiwillige Feuerwehr Mernes wurde 1933 gegründet, die Jugendfeuerwehr Mernes besteht seit 1. März 1968. Es gibt auch eine Kinderfeuerwehr Mernes, sie wurde am 5. Juni 2014 „aus der Taufe gehoben“.
Die Personalstärke der Einsatzabteilung beträgt 42 Personen, die der Jugendfeuerwehr 18 Personen.
Seit 1951 gibt es in Mernes ein Feuerwehrhaus, das 2018 erweitert worden ist. 1999 kam auch ein Schlauchturm der illegal gebaut worden war hinzu.
Die Einsatz- und Gefahrenschwerpunkte der Freiwilligen Feuerwehr Mernes sind:
- Brandbekämpfung,
- einfache technische Hilfeleistungen.

### Wirtschaft
Mernes ist vor allem landwirtschaftlich geprägt. Daneben gibt es Im kleineren Umfang auch Beherbergungsangebote mit Ferienwohnungen und einer Pension sowie entsprechende Angebote in der Gastronomie.

#### Historische Mühlen
Es gab in Mernes „drei Mühlen innerhalb der Ortslage am Jossabach. Die letzte von ihnen, die sogenannte Untere Mühle Mernes (auch Königsmühle) wurde um 1972 stillgelegt“.

## Kultur und Sehenswürdigkeiten

### Bildung

#### Kindergarten
In Mernes gibt es den St. Bonifatius Kindergarten, mit drei Gruppen, einem u3 Bereich, ü3 Bereich und Vorschulkindern. Er ist in der Trägerschaft der katholischen Kirchengemeinde.

#### Schulen
Die Schüler besuchen die Jossatal-Schule, eine Grundschule in Oberndorf. In Salmünster befindet sich mit der Henry-Harnischfeger-Schule eine Integrierte Gesamtschule, die für das gesamte Umland zuständig ist.
Andere, weiterführende Schulen sind die Friedrich-August-Genth-Schule, eine (Kooperative Gesamtschule) in Wächtersbach und das Grimmelshausen-Gymnasium in Gelnhausen.

### Sehenswürdigkeiten

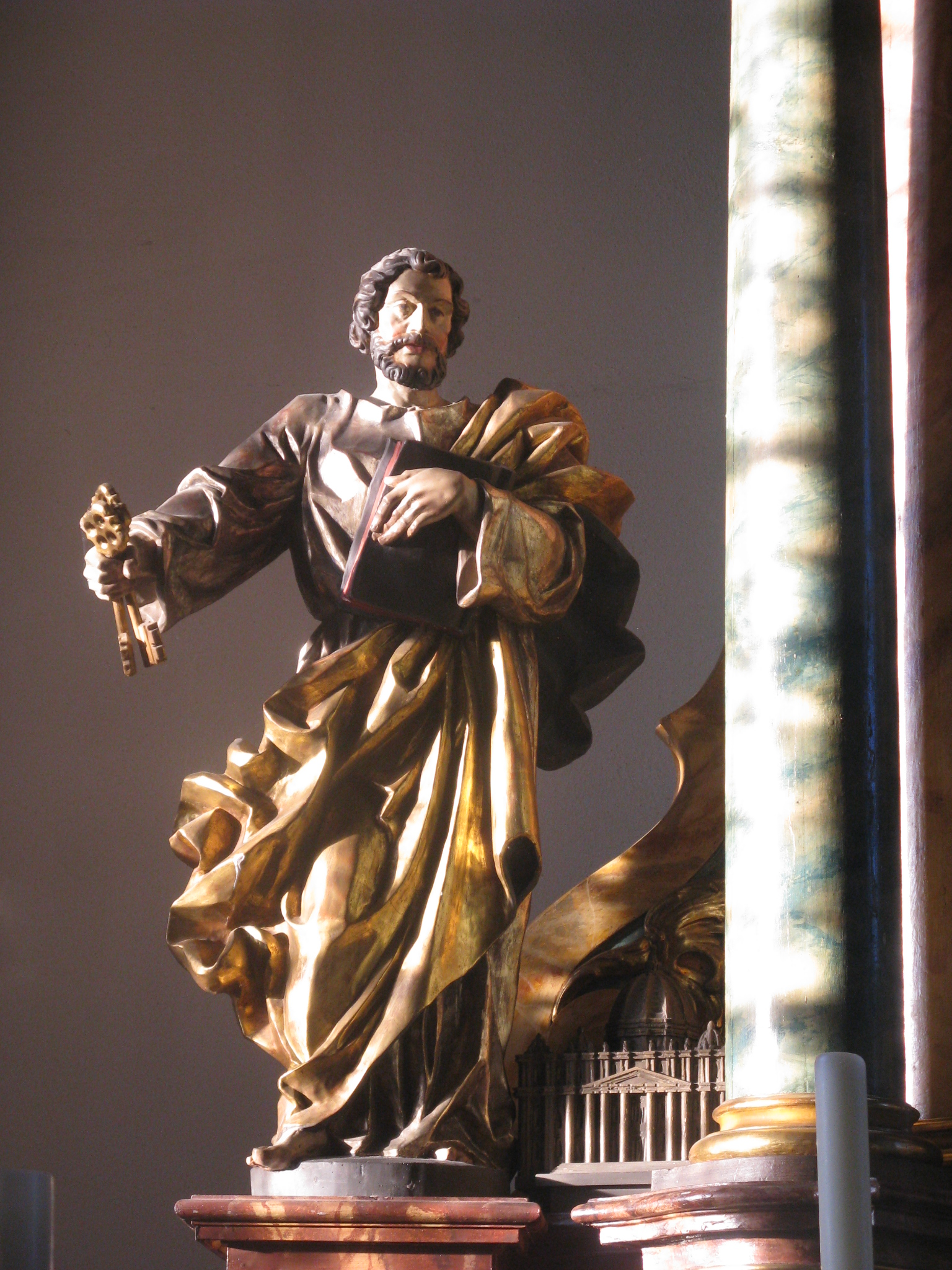
Hochaltar St. Peter; Petrusstatue

#### Kirche St. Peter
Gotische Spitzbogenfenster, heute in der Seitenkapelle und ehemals im Chorraum der Vorgängerkirche gelegen, gehen bis in die 2. Hälfte des 14. Jahrhunderts zurück. Im Dreißigjährigen Krieg wurde dieses Gotteshaus, wohl eine kleine Kapelle, fast vollständig zerstört. Nach diesem Kriege, zwischen 1660 und 1671, wurde mit Förderung, durch den Erzbischof und Kurfürst Johann Philipp von Schönborn, ein etwas größeres, St. Peter geweihtes Kirchlein errichtet. Bei dem 1934, zum Zwecke der Erweiterung erfolgten Umbau der Kirche, wurde, quer zur bisherigen Achse, ein neues Hauptschiff hinzugefügt. Heute ist sie daher, ungewöhnlicherweise nach Norden, statt wie üblich nach Osten ausgerichtet.
Der  äußerlich schmucklose Bau birgt im Inneren einige wertvolle Ausstattungsstücke. Sie stammen aus der durch Bombenabwurf-Übungen des Fliegerhorsts Gelnhausen-Rothenbergen nach 1935 zerstörten Kirche in Lettgenbrunn, die zuvor – als die Siedlung geräumt wurde – nach Mernes in Sicherheit gebracht worden waren. Das waren: Ein Hochaltar mit einer Kreuzigungsgruppe aus der Schule Tilman Riemenschneiders, dem Kirchpatronen St. Peter und dem Ortspatronen St. Wendelin sowie einen Taufstein und einen Marienaltar.
Die kleine, aber klangkräftige Orgel „wurde 1892 von Orgelbaumeister Fritz Clewing im neugotischen Stil erbaut“. Sie wurde 2021 von A. Schmidt grundlegend restauriert. Das Instrument verfügt über 10 Register auf einem Manualwerk und Pedal, wie folgt:
| Manual– |            |     |
| 1.      | Bordun     | 16′ |
| 2.      | Principal  | 8′  |
| 3.      | Gamba      | 8′  |
| 4.      | Holzflöte  | 8′  |
| 5.      | Salicional | 8′  |
| 6.      | Octave     | 4′  |
| 7.      | Flöte      | 4′  |
| 8.      | Octave     | 2′  |

| Pedalwerk– |        |     |
| 9.         | Subbas | 16′ |
| 10.        | Octave | 8′  |

Koppeln: Manual-Pedal

#### Merneser Wasserwerk
Das Merneser Wasserwerk ist ein Jugendstil-Industriedenkmal aus den Jahren 1913/14. Im Inneren sind noch Maschinen, Motoren, Pumpen und Werkzeuge aus der Entstehungszeit erhalten, die jedoch nicht mehr genutzt werden. Ursprünglich war das Wasserwerk zur Versorgung des Truppenübungsplatzes an der Wegscheide gebaut worden. Der Vertrag, den der damaligen Merneser Bürgermeisters Hieronymus König mit der Militärverwaltung 1913 schloss, sah im Gegenzug zur Belieferung der Kaserne, eine kostenlose Versorgung der Gemeinde Mernes mit Trinkwasser vor. Dieser Vertrag wurde nie aufgehoben und gilt deshalb noch fort. Eigentümerin des Wasserwerks ist heute die Stadt Bad Orb und Pächterin die Stadt Frankfurt, die Eigentümerin des Wegscheide-Geländes. Heute versorgt die Anlage das Schullandheim auf der Wegscheide. Das Wasserwerk ist sanierungsbedürftig und entspricht nicht mehr den heutigen technischen und hygienischen Vorschriften. Ein lokaler Förderverein versucht, Mittel zur Bestandssicherung zu erheben.

#### Kröckelmühle
Von der Kröckelmühle sind noch zwei unterschlächtige Mühlräder erhalten. Das Gebäude selbst – ein Fachwerkbau – musste 1992 einem schlichten Neubau weichen.

#### Alter Dorfbrunnen
Am alten Dorfbrunnen liest sich eine Reproduktion der Ersterwähnungsurkunde von 1267: Darin geben Mitglieder des Burggerichts Gelnhausen allgemein bekannt, dass die Söhne des Rudolf genannt von Mernolfes und seine Miterben auf Ansprüche an Gütern zu Neuses verzichten, die Wolfram von Neuses, Bürger zu Gelnhausen, dem Kloster Meerholz auf immer übertragen hatte; es folgen die Namen der Unterzeichner und der Zeugen.

#### Privatmuseum
Das rund 300 Quadratmeter große 50er-Jahre Privatmuseum bildet eines der attraktivsten Ausflugsziele im hessischen Erholungsort Mernes. Der Museumsgründer Michael Gombert sammelt seit seiner Kindheit alles Technische aus der Zeit des Wirtschaftswunders. Besucher, die Lust auf einen Kurztrip durch diese Zeit haben, in der Rama noch mit „h“ geschrieben wurde, kommen hier bei einer Führung garantiert auf ihre Kosten. Die gesammelten Objekte weisen eine ganz besondere Geschichte auf, wurden restauriert und alte Geräte wieder voll funktionsfähig gemacht. Die umfangreiche Sammlung des 50er-Jahre Privatmuseums umfasst unter anderem eine kleine Schule, einen Tante-Emma-Laden, diverse Möbel, Fahrzeuge, Waschmaschinen und Kleidung. Jukeboxen aus den USA und Deutschland runden das Bild der behaglichen Zeit ab.

#### Zentgrafenstein
Im Wald oberhalb von Mernes befindet sich der „Zentgrafenstein“, auch „Sälzerkreuz“ genannt. Der am Sälzer Weg gelegene Gedenkstein erinnert an einen Johann Georg Zentgraf aus Suhl, der am 7. März 1710 dort zu Tode gekommen war. Zentgraf war vielleicht „ein Kaufmann oder ein Fuhrmann, der gerade auf dem Weg von Orb nach Suhl in Thüringen war und hier verunglückte“. Das steinerne Kreuz hat einen Teil des linken Armes verloren, ist aber noch relativ gut lesbar beschriftet.

### Brauchtum und Traditionen
Eine bis 2004 zurück reichende Tradition ist es, zum Erntedank jeweils einen Früchteteppich in der Kirche St. Peter zu legen. Die Ausführung liegt in der Verantwortung der Frauen der kfd Mernes. Die vielfarbigen, künstlerisch gestalteten Bilder stellen religiöse Themen oder biblische Szenen dar.

## Freizeit und Tourismus

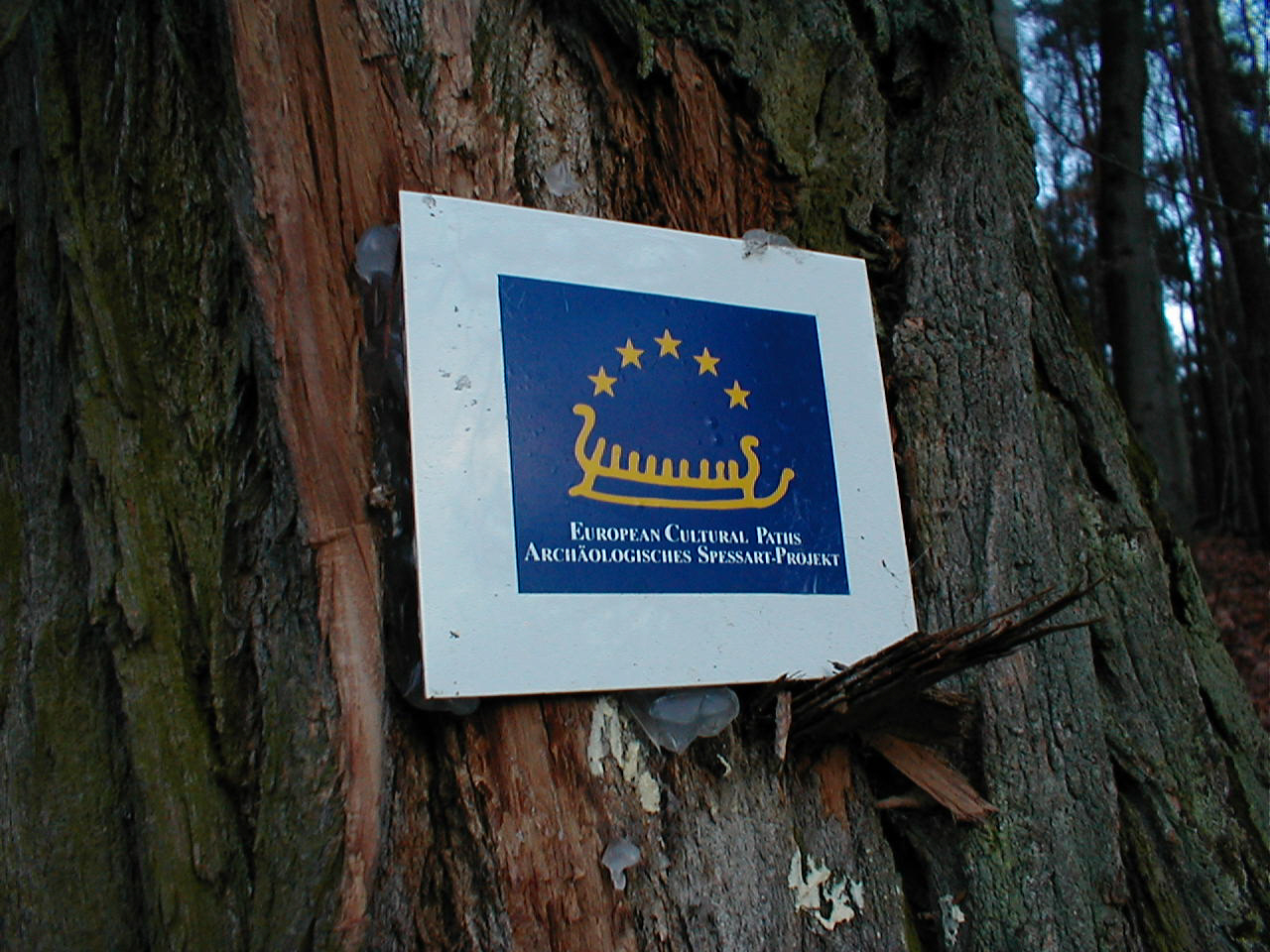
Hinweisschild der Europäischen Kulturwege des Archäologischen Spessart-Projekts

### Freizeiteinrichtungen

#### Quellschwimmbad
Das Quellschwimmbad ist ein besonderer Anziehungspunkt für Freizeitgestaltung und Tourismus.

#### Barfußpfad und Kneippanlage
Neben dem Quellschwimmbad verfügt Mernes mit dem ansprechend ausgestatteten Barfußpfad und der Kneippanlage über zwei weitere Attraktionen.

### Wanderwege

Spessartbogen

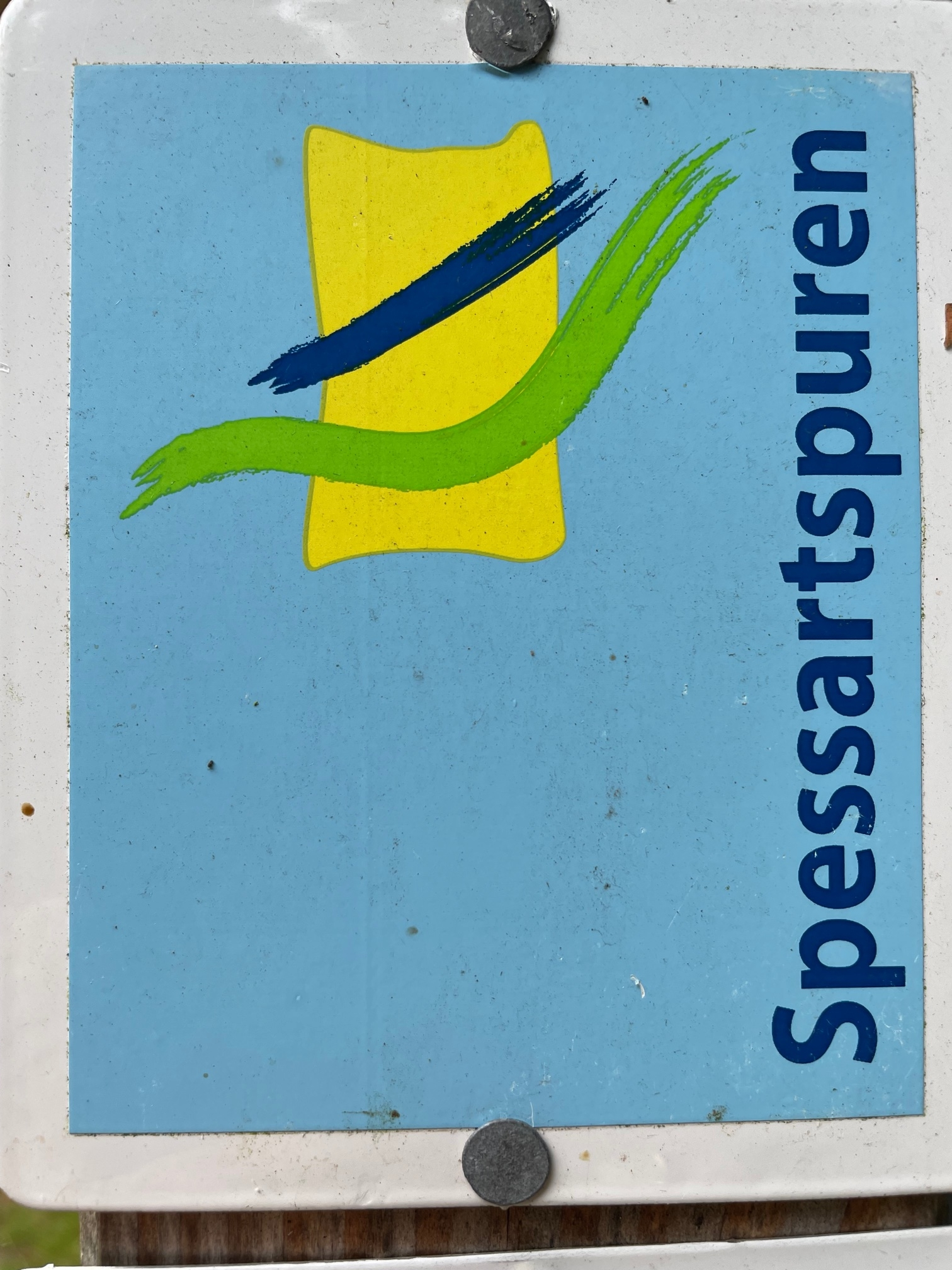
Wegmarkierung der „Spessartspuren“

Vom Stackenberg (465 m), der neben Streuobstwiesen und Fichtenwald auch natürlich gewachsene Landschaften, wie Wacholderheide und Arnika-Wiesen aufweist, besteht an klaren Tagen eine Aussicht bis weit in die Rhön. Der Erschließung dieser Naturschätze dienen viele Wanderwege.

#### Naturlehrpfad
Die NABU-Ortsgruppe hat einen Naturlehrpfad im Dorf mit Exponaten und Erklärungen zu verschiedenen Themen angelegt, beispielsweise eine Insektenwand für solitäre Bienen und Wespen und eine Trockenmauer.

#### Perlen der Jossa
Der europäische Kultur-Rad- und Wanderweg „Perlen der Jossa“ („Archäologisches Spessartprojekt“) führt durch Mernes und hat dort eine Station mit Erklärungstafel. Der Name bezieht sich auf die in der Vergangenheit in der Jossa vorkommende Flussperlmuschel. Die Trasse deckt sich im Tal der Jossa mit der Hessischen Apfelwein- und Obstwiesenroute.

#### Spessartbogen
Auch der Spessartbogen-Fernwanderweg quert Mernes und führt, von den Kämmen unweit der Wegscheide kommend, auf aussichtsreichem Höhenweg hinunter ins Jossatal und jenseits des Flusses über den Stacken oberhalb von Marjoß vorbei. Am Waldrand befindet sich die so genannte „Spessarträuber-Hütte“, auf der von lokalen Guides für interessierte Gruppen Räuberspaß-Events und Survival-Kurse veranstaltet werden.

#### Spessartspuren
sind kurze und einfache Wanderwege, die eher unter das Stichwort Spazierwandern einzuordnen sind. Einer davon ist das „Merneser Jossatal“. Es ist ein nur knapp 7 km langer, 2019 zertifizierter Premiumweg, der beide Seiten des bei Mernes breiten Tales erschließt und viel Talblicke eröffnet. Der Weg ist mit ÖPNV erreichbar.

### Radweg
In Mernes beginnt eine der Spessart-Bike-Touren, die knapp 32 Kilometer lange sog. „Rhönblick“-Tour. Sie „bietet tolle Ausblicke u. a. vom Stacken“. Für diese Tour gibt es, ebenso wie für die anderen Spessart-Bike-Touren GPS-Tourendaten und eine detailliert Beschreibung.

## Persönlichkeiten

### Mit Mernes  verbundene Persönlichkeiten
- Martin Drissel, war als erster eigenständiger Kurat in Mernes tätig.